# Marschall der Russischen Föderation
Der Marschall der Russischen Föderation (russisch Маршал Росси́йской Федера́ции, Marschal Rossijskoj Federazii) ist der höchste Dienstgrad innerhalb der russischen Streitkräfte. Einziger Träger dieses Ranges war bisher der russische Offizier Igor Dmitrijewitsch Sergejew.

## Geschichte
Die Einführung erfolgte am 11. Februar 1993 im Ergebnis der Auflösung der Sowjetunion. Der Rang folgt unmittelbar über dem Armeegeneral oder dem Flottenadmiral (in Übersetzungen  gelegentlich auch Admiral der Flotte) und steht nach eigenem Verständnis in der Tradition des Marschalls der Sowjetunion. Erst 1997 wurde der Rang erstmals verliehen und bisher nur an den damaligen Verteidigungsminister Igor Dmitrijewitsch Sergejew, der zuvor Armeegeneral und Befehlshaber der Strategischen Raketentruppen war.

## Rangbeschreibung
Der Marschall der Russischen Föderation ist im Rang höhergestellt als der Armeegeneral  (General, OF-9), der Generaloberst (hier Generalleutnant, OF-8), Generalleutnant (hier Generalmajor, OF-7) und schließlich der Generalmajor (hier Brigadegeneral, OF-6). Dieser Rang ist vergleichbar mit dem Field marshal oder General of the Army der amerikanischen Streitkräfte.
Das Rangabzeichen ist ähnlich dem des Marschalls der Sowjetunion, wobei das Wappen der Sowjetunion durch den russischen Doppeladler ersetzt wurde. Der charakteristische Marschallstern, als Zeichen des ranghöchsten Offiziers, blieb erhalten.
| Dienstgrad                               |                                     |               |
| niedriger: Armeegeneral (Flottenadmiral) | Marschall der Russischen Föderation | höher: keiner |

## Galerie

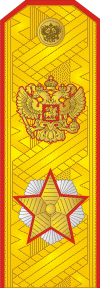
Paradeuniform (1994–2010)
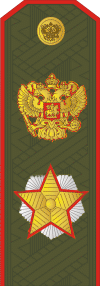
Schulterstück Uniform Grundform (1994–2010)
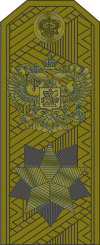
Schulterstück Felddienstanzug (1994–2010)
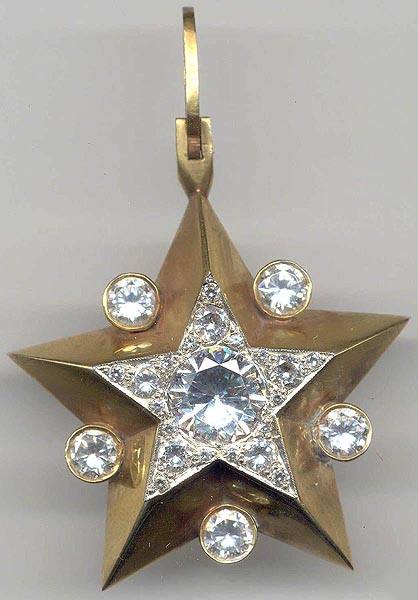
Marschallstern
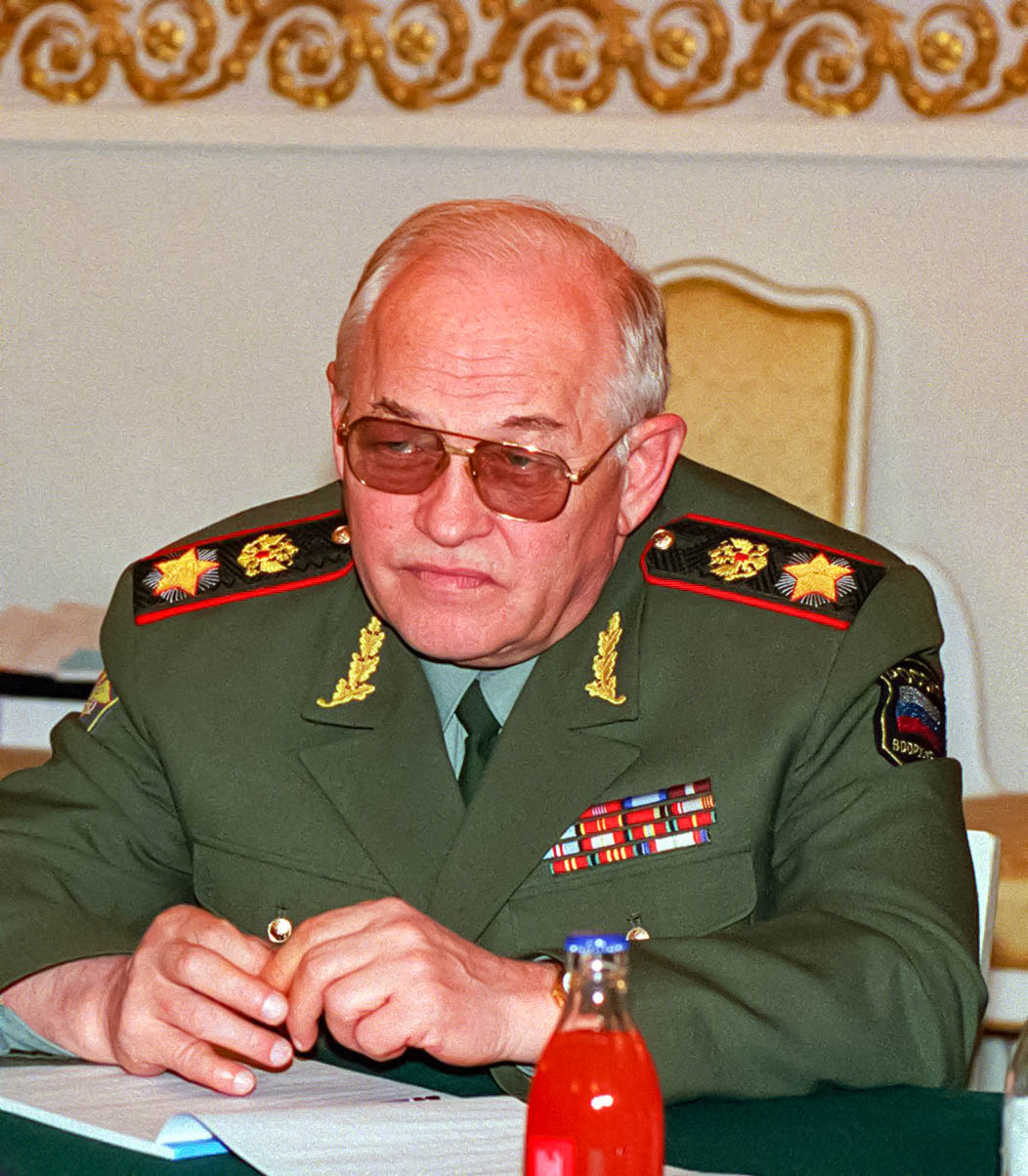
Marschall I. D. Sergejew